# Bariumthiosulfat
Bariumthiosulfat ist eine anorganische chemische Verbindung des Bariums aus der Gruppe der Thiosulfate.

## Gewinnung und Darstellung
Bariumthiosulfat kann durch Reaktion von Bariumsalzlösungen (wie Bariumnitrat oder Bariumchlorid) mit Natriumthiosulfat gewonnen werden.

## Eigenschaften
Das Monohydrat besitzt eine orthorhombische Kristallstruktur mit der Raumgruppe Pbcn (Raumgruppen-Nr. 60).
Es ist ein weißer, kristalliner, praktisch wasserunlöslicher, beim Verschlucken und Einatmen gesundheitsschädlicher Feststoff, der praktisch unlöslich in Ethanol ist. Es verliert das Hydratationswasser bei 110 °C und zersetzt sich bei etwa 220 °C unter Bildung von Bariumsulfat, Schwefel und Schwefeldioxid.

## Verwendung
Bariumthiosulfat-Monohydrat wird in Sprengstoffen, Leuchtfarben, Streichhölzern, Lacken und in der Fotografie verwendet.